# مئو
مئو (انگلیسی: Meo) شرکت مخابرات پرتغالی است، که در سال ۱۹۹۱ تأسیس شد.